# Hvalvík
Hvalvík er en færøsk bygd med 248 indbyggere (2025)
beliggende i en dal på østsiden af Streymoy. I samme dal findes også Streymnes. Hvalvík var center i Hvalvíkar kommuna indtil 2005, hvor denne blev indlemmet i Sunda kommuna. Den gamle del af bygden ligger samlet i en klynge, medens nyere bebyggelse ligger spredt langs den gennemgående vej. Stednavnet kendes fra 1350-1400 som i Hualvik, 1584 Qualuig 'vigen med hvaler'.
I bunden af bugten Hvalvík ligger en sandstrand, og bag denne findes et stort, fladt engområde. Jorden omkring bygden giver gode betingelser for landbrug, som har haft stor betydning i ældre tid. Senere, da fiskeindustrien begyndte at få betydning mistede landbruget til dels sin betydning, og siden er der også dukket andre industrier op, blandt andet håndværk, transport, landbrug og handel.

## Samfund
Børnehaven "barnagarðurin við Kráir", har omkring 60 børn. Skolen i Hvalvík har elever fra 1. til 7. klasse, i alt 60 elever. Derefter fortsætter de på "Skúlin við Streymin" i Oyrarbakki. Børnehaven "Barnagarðurin við Kráir" rummer 60 børn.
Firmaet Norðsetur bygger trærhuse, industribygninger, haller, kontorbygninger og butikker. Andre virksomheder holder til ved havnekajen i Hvalvík.

## Historie
Stedet har lange hvalfangsttraditioner og er første gang nævnt i Hundebrevet fra slutningen af 1300-tallet.

## Kirken i Hvalvík
Hvalvíkar kirkja er en traditionel færøsk trækirke fra 1829, opført da den tidligere kirke fra 1700 blev ødelagt under en storm. Det er den ældste fungerende kirke på Færøerne. Kirken blev bygget af tømmer købt fra et skib, der gik på grund i Saksun i 1829. Konstruktionen er typisk færøsk uden stenfundament. Prædikestolen stammer fra 1609 og stod oprindeligt i domkirken i Tórshavn.

- Vinterbillede fra Hvalvík
- Hvalvíkar kirkja
- Hvalvík
- Kirkegården og Hvalvík

## Sport
Hvalvíkar Streymnesar Róðrarfelag er en roklub med tre kapsejladsbåde: Báran (5-mands besætning), Hvessingur (6-mands besætning) og Gamli Hvessingur. I de seneste år har der været et samarbejde med Sunda Roklub om kapsejlads.
Den tidligere fodboldklub i Hvalvík er nu del af fodboldklubben EB/Streymur, som blev etableret i 1993 efter en fusion mellem Eiðis Bóltfelag, som blev etableret i 1913 og Streymur fra Streymnes og Hvalvík, som blev etableret i 1976.

## Turisme
Den 0,5 hektar store plantage Viðarlundin skiller sig ud fra de øvrige færøske plantager ved primært at bestå af birketræer. Her kan man få det bedste indtryk på Færøerne af hvordan de oprindelige birkeskove så ud inden de blev ryddet. Desuden er plantagen speciel ved at ligge få meter over havets overflade på en frodig engjord og med hele 21 broer der passeres når man følger stien. Området er drænet som de omkringliggende enge i Stórá-dalen med utallige tætliggende grøfter.
Kirken og kirkegården er to færøske seværdigheder.
Åen Stórá, der løber gennem bygden, er velegnet til laksefiskeri.
Fra Hvalvík går der en 10 km lange vej gennem dalen Saksunardalur til Saksun.
Hvalvík ligger kun få minutter syd for Streymin-broen, der forbinder Streymoy med Eysturoy. Der er flere dagligvarebutikker til rådighed ved siden af broen. Det er også her, de lokale i Hvalvík tager hen, når de har brug for mad og andre nødvendige ting.